# Bitmap
Bitmap är en grupp av lagringsformat för digitala bilder. En bitmap består av ett rutnät av fyrkantiga bildelement, ofta kallade pixlar; för varje enskilt bildelement lagras information om dess färg enligt ett förutbestämt färgschema. En bitmap-fil innehåller även information om bildens storlek och färgschema.
Fördelen med att lagra bilder som bitmaps är att ingen information går förlorad och bildinformationen är enkel att komma åt och därmed snabbare att bearbeta. Jämfört med ett komprimerat bildfilformat  är en nackdel att bilderna kräver mycket mer lagringsutrymme. Jämfört med vektorgrafik, där bildelementen utgörs av grafiska objekt som linjer och cirklar, är en nackdel att bildernas skalbarhet blir dålig.
I Microsoft Windows och några andra operativsystem har bitmap-bilder filändelsen .BMP.

## Hantering av färginformation
Om en pixel upptar n bitar (en digital lagringsenhet som kan anta värdet 0 eller 1), kan den anta en av 2n färger. Eftersom det mänskliga ögat kan särskilja omkring tio miljoner färger, är vanligen 24 bitar eller 3 byte (så kallad TrueColor) tillräckligt, eftersom det ger knappt 16,8 miljoner färger.
Flera olika färgscheman förekommer, och de kan vara antingen avse godtyckliga färger eller gråskalenyanser. Vanliga färgdjup är:
- 2 färger (även benämnd monokrom eller svartvit, även om två andra färger kan väljas), 1 bit per bildelement.
- 16 färger, 4 bitar (en nibble) per bildelement.
- 256 färger, 8 bitar (en byte) per bildelement.
- 65 536 färgnyanser, 16 bitar (två bytes) per bildelement.
- 16 777 216 färgnyanser, 24 bitar (tre bytes) per bildelement.
- 281 474 976 710 656 färgnyanser, 48 bitar (sex bytes) per bildelement.

Bitmaps med tre eller sex bytes representerar färger med hjälp av intensiteten i de tre färgkanalerna röd, grön och blå (RGB), med en eller två bytes per kanal. Övriga bitmaps använder särskilda färgscheman där varje tal motsvarar en viss färg.

## Storlek
Om en bitmap omfattar m {\displaystyle \cdot } n pixlar med k bitar per pixel, kommer den att uppta minst
{\displaystyle m\cdot n\cdot k/8192} KiB.
Om en bitmap omfattar m {\displaystyle \cdot } n pixlar med k färger per pixel, kommer den att uppta omkring
{\displaystyle m\cdot n\cdot \ln k/5678} KiB.